# 新堂廃寺跡

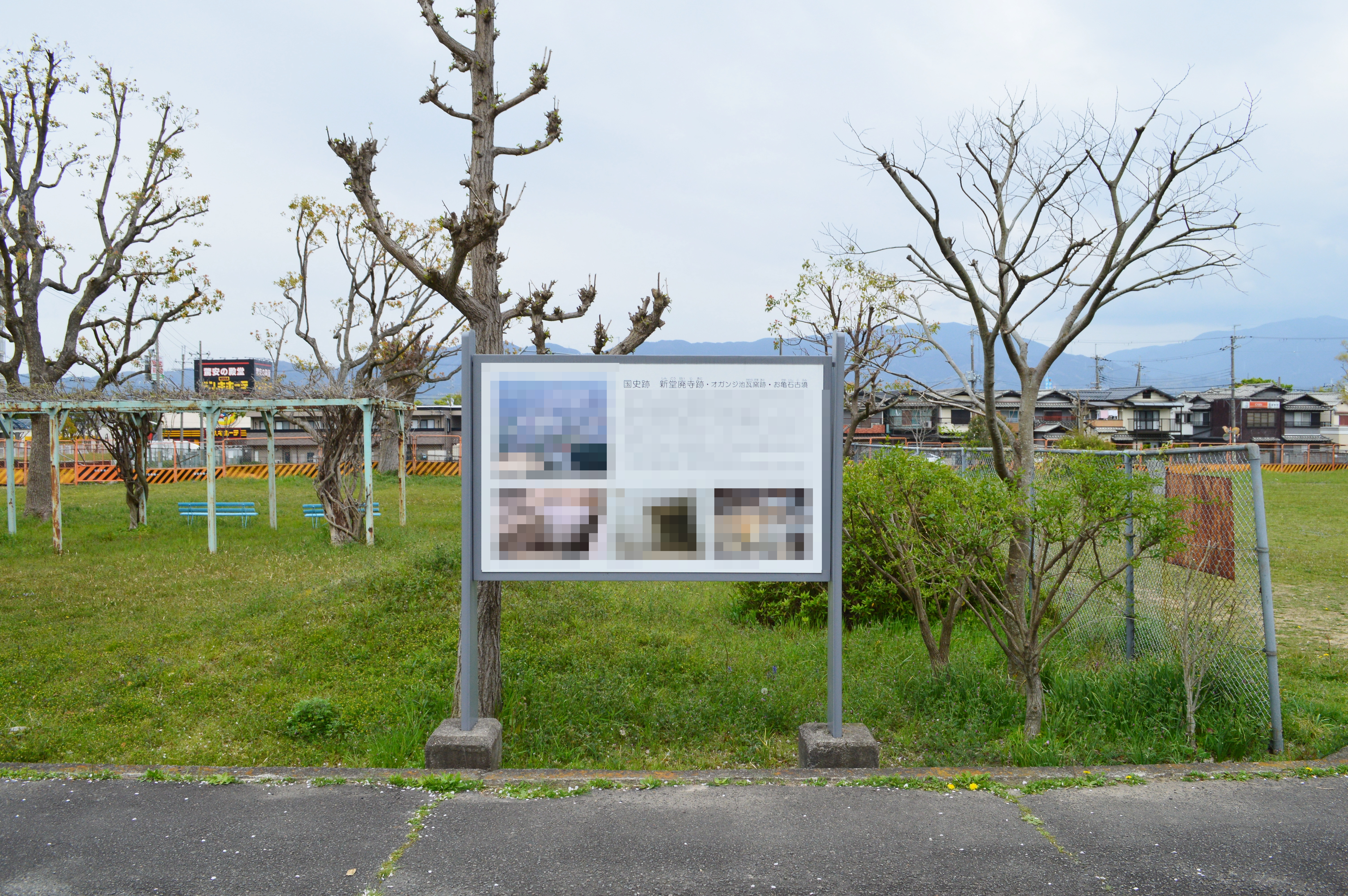
新堂廃寺跡 説明板付近

新堂廃寺跡（しんどうはいじあと）は、大阪府富田林市緑ヶ丘町にある古代寺院跡。国の史跡に指定されている。

## 概要
大阪府南東部、石川西岸の羽曳野丘陵東縁の台地上に位置する。1959年（昭和34年）以降に発掘調査が実施されている。
伽藍には飛鳥期（7世紀前半）・白鳳山田寺式期（7世紀中葉-後葉）・白鳳川原寺式期（7世紀末葉）・天平期（8世紀代）の変遷が認められる。伽藍の変遷は次の通り。
- 飛鳥期（創建期）の伽藍：四天王寺式伽藍配置
南から中門・塔・金堂・講堂が一直線に並び、中門左右から回廊が出て塔・金堂を囲み講堂左右に取り付く。
- 天平期の伽藍：新堂廃寺式伽藍配置
南から南門・塔・金堂・講堂が一直線に並び、中門左右から回廊が出て塔・金堂を囲み東方建物・西方建物に取り付いたのち北に伸びて講堂左右に取り付く。

南河内では最古級の寺院であるとともに、天平期の伽藍は他例のない特異なものであるとして注目される。また瓦の供給窯は付近のオガンジ池瓦窯跡であることが判明しているが、その瓦が新堂廃寺とともにお亀石古墳でも使用されており、寺院・窯・古墳が一体的に残る貴重な例として重要視される遺跡である。
寺域跡は2002年（平成14年）に国の史跡に指定されている。

## 遺跡歴
- 大正初め頃から古瓦散布地として認知[1][3]。
- 1936年（昭和11年）、石田茂作により紹介[3][4]。
- 1959年（昭和34年）、宅地造成に伴う予備調査。瓦積基壇の確認（大阪大学・大阪府教育委員会）[1]。
- 1960年（昭和35年）、発掘調査。主要伽藍を確認（大阪府教育委員会）[1][3]。
- 1997-2000年度（平成9-12年度）、史跡指定に向けた範囲確認調査（富田林市教育委員会）[3]。
- 2002年（平成14年）12月19日指定、国の史跡に指定[4]。
- 2005年度（平成17年度）以降、史跡整備に向けた確認調査（富田林市教育委員会）。

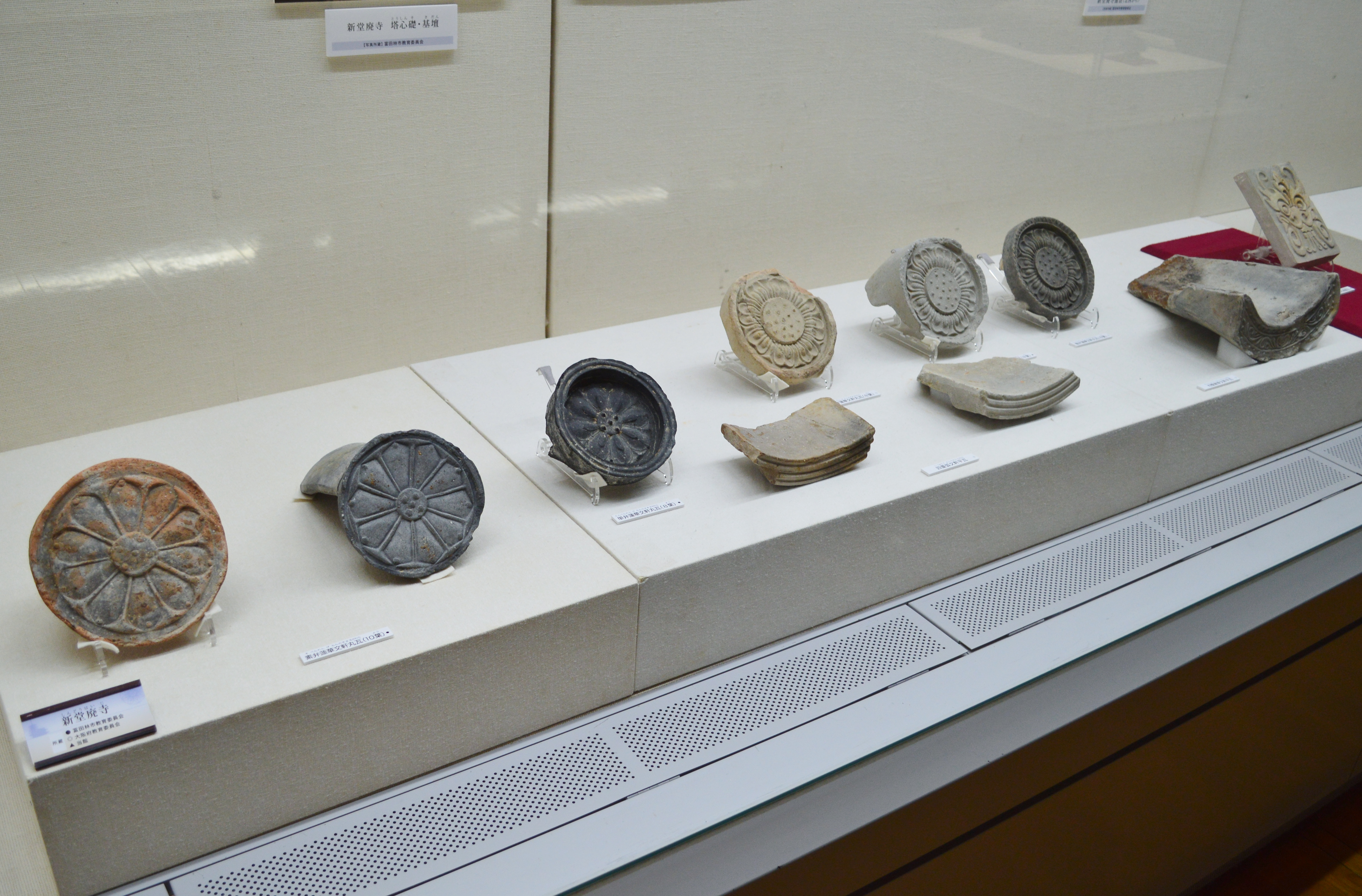
出土瓦 大阪府立近つ飛鳥博物館企画展示時に撮影。
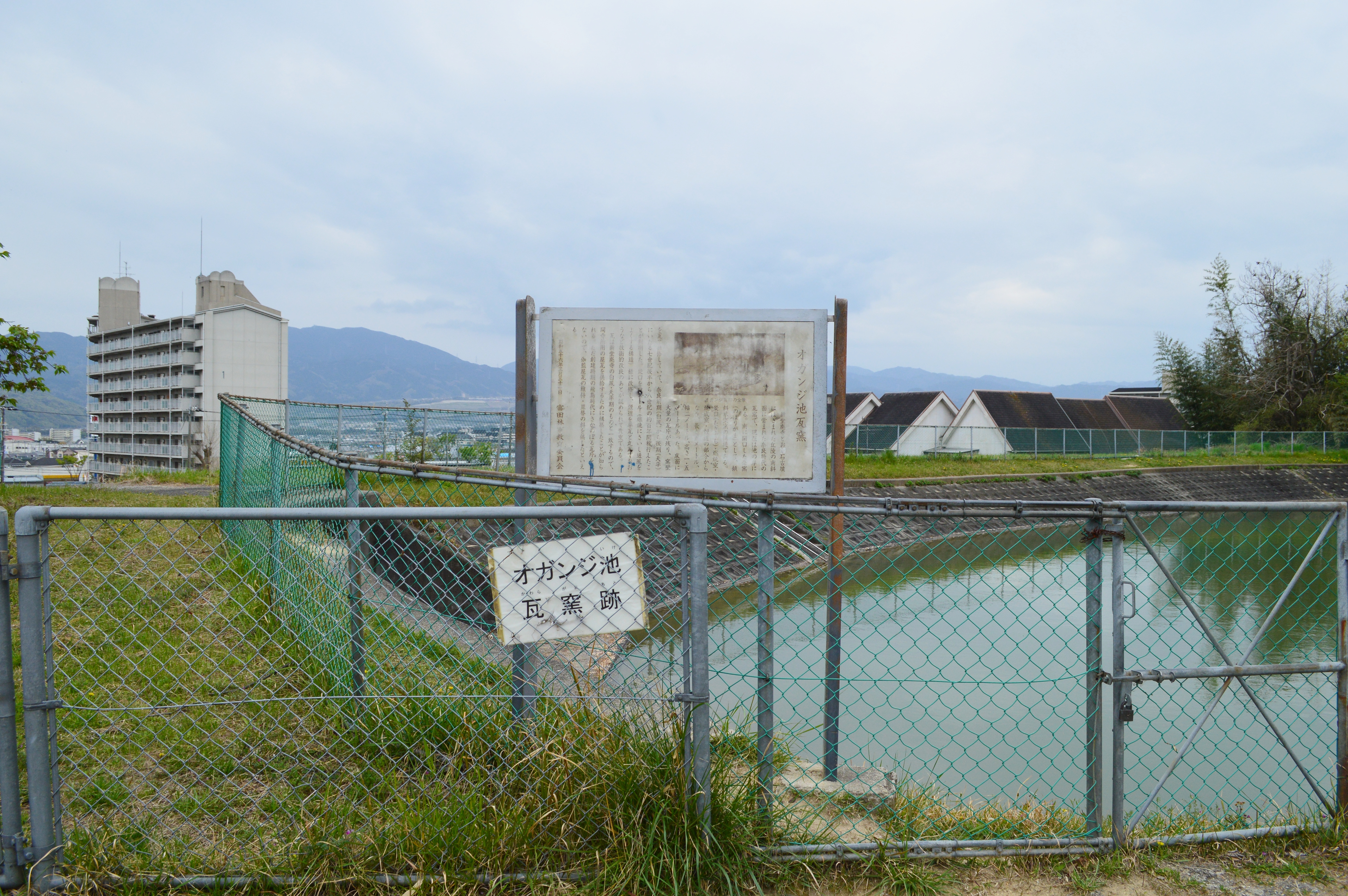
オガンジ池瓦窯跡
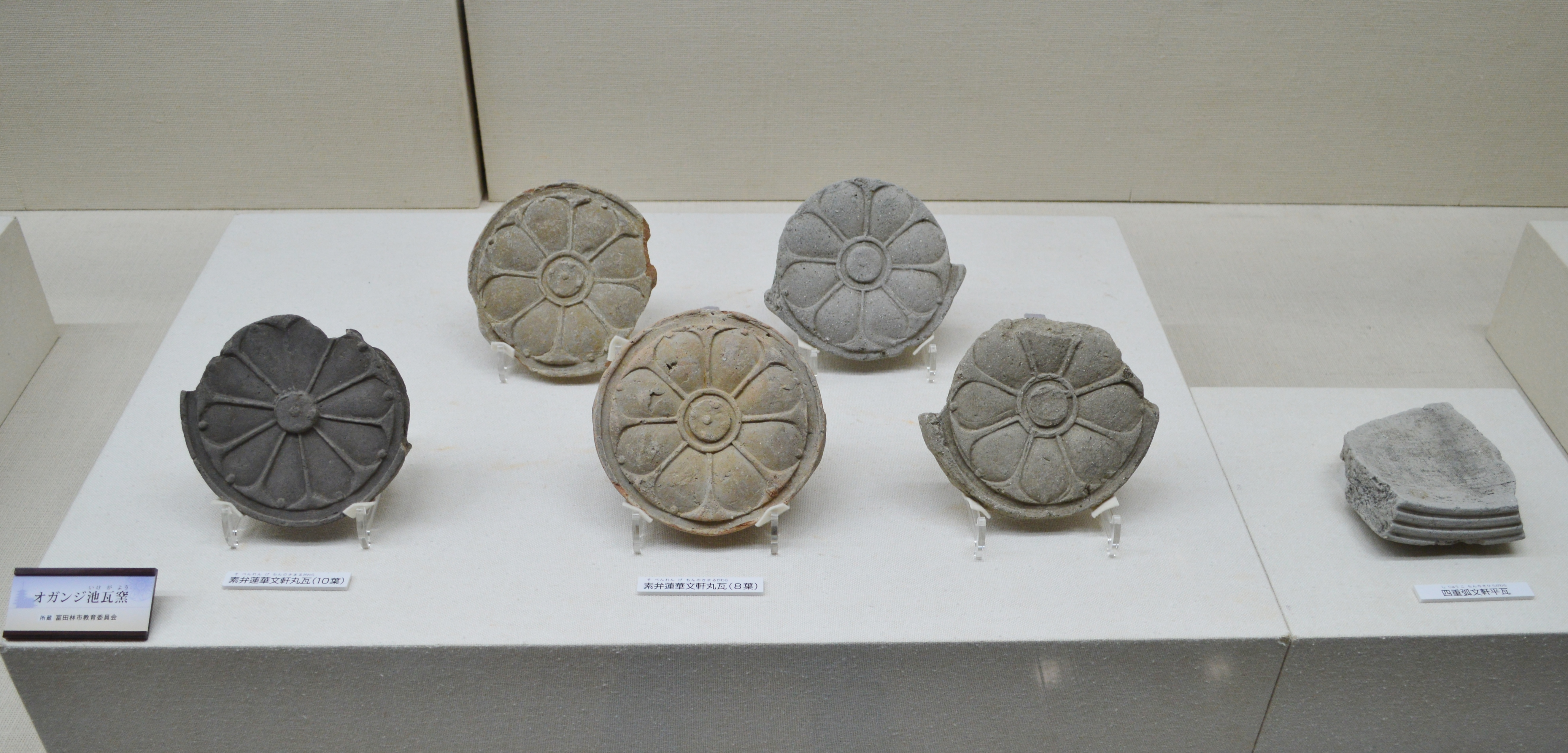
オガンジ池瓦窯跡出土瓦 大阪府立近つ飛鳥博物館企画展示時に撮影。

## 文化財

### 国の史跡
- 新堂廃寺跡 附オガンジ池瓦窯跡 お亀石古墳 - 2002年（平成14年）12月19日指定[4]。

## 関連文献
（記事執筆に使用していない関連文献）
- 大阪府教育委員会
  - 『新堂廃寺発掘調査概要III』大阪府教育委員会、1999年。 - リンクは奈良文化財研究所「全国遺跡報告総覧」。
  - 『新堂廃寺（大阪府埋蔵文化財調査報告 2000-1）』大阪府教育委員会、2001年。 - リンクは奈良文化財研究所「全国遺跡報告総覧」。
- 富田林市教育委員会
  - 『平成12年度富田林市内遺跡群発掘調査報告書（富田林市埋蔵文化財調査報告32）』富田林市教育委員会、2001年。 - リンクは奈良文化財研究所「全国遺跡報告総覧」。
  - 『新堂廃寺跡 -宅地造成に伴う埋蔵文化財調査報告-（富田林市埋蔵文化財調査報告26）』富田林市教育委員会、2005年。 - リンクは奈良文化財研究所「全国遺跡報告総覧」。
  - 『新堂廃寺跡II -宅地造成に伴う埋蔵文化財調査報告-（富田林市埋蔵文化財調査報告39）』富田林市教育委員会、2007年。 - リンクは奈良文化財研究所「全国遺跡報告総覧」。